# 哈默美術館
哈默美術館（Hammer Museum）是屬於加州大學洛杉磯分校的一座美術館和文化中心。這座博物館由實業家阿莫德·哈默創立於1990年，最初收藏展示他的個人藏品，但現在已擴充藏品範圍。哈默美術館全年舉辦超過300場藝文活動。2025年6月開始，哈默美術館對所有遊客免費開放。

## 外部連結
- 官方网站